# Galesburg (Illinois)
Pour les articles homonymes, voir Galesburg.
La ville de Galesburg est le siège du comté de Knox, dans l'Illinois, aux États-Unis. Sa population s’élevait à 32 195 habitants lors du recensement de 2010, estimée à 30 769 habitants en 2017.

## Démographie
| Groupe            | Galesburg | Illinois | États-Unis |
| ----------------- | --------- | -------- | ---------- |
| Blancs            | 81,1      | 71,5     | 72,4       |
| Afro-Américains   | 11,5      | 14,6     | 12,6       |
| Métis             | 3,3       | 2,3      | 2,9        |
| Autres            | 3,0       | 6,7      | 6,4        |
| Asiatiques        | 0,9       | 4,6      | 4,8        |
| Amérindiens       | 0,3       | 0,3      | 0,9        |
| Total             | 100       | 100      | 100        |
|                   |           |          |            |
| Latino-Américains | 7,0       | 15,8     | 16,7       |

Selon l'American Community Survey, pour la période 2011-2015, 92,42 % de la population âgée de plus de 5 ans déclare parler l'anglais à la maison, 4,17 % déclare parler l'espagnol, 0,87 % le français, 0,65 % une langue africaine, 0,55 % une langue chinoise et 1,34 % une autre langue.

## Personnalités
Carl Sandburg (1878-1967), écrivain, poète et historien américain d'origine suédoise. 

## Culture populaire
L'écrivain d'histoires fantastiques Jack Finney, qui a fait ses études universitaires au Knox College de Galesburg, fait référence à la ville dans quelques-unes de ses nouvelles.

## Source
- (en) Cet article est partiellement ou en totalité issu de l’article de Wikipédia en anglais intitulé « Galesburg, Illinois » (voir la liste des auteurs).

1. ↑  (en) « Galesburg, CA Population - Census 2010 and 2000 », sur censusviewer.com (consulté le 3 avril 2016)
2. ↑  (en) « Population of Illinois - Census 2010 and 2000 », sur censusviewer.com (consulté le 3 avril 2016)
3. ↑  (en) « American FactFinder - Results », sur factfinder.census.gov.
4. ↑  Notamment «Le Troisième sous-sol» (1950) et « Un Printemps à Galesburg » (1960), dans Nouvelles d'antan, 1948-1965, Le Bélial', 2023.